# Meliboeus belzebuth
Meliboeus belzebuth es una especie de escarabajo barrenador metálico del género Meliboeus, familia Buprestidae, orden Coleoptera.

## Taxonomía
Fue descrita por Obenberger en 1944 y publicada en Obenberger J. Nové palaearktické druhy rodu Meliboeus H. Deyr. De novis regionis Palaearcticae generis Meliboeus H. Deyr. speciebus. Acta Societatis Entomologicae Bohemiae 41:57-58. (1944).